# Joan Bresnan
Joan Wanda Bresnan (* 22. August 1945) ist eine US-amerikanische Linguistin.
Joan Bresnan ist Professorin für Linguistik an der Stanford University. Sie hat gemeinsam mit Ronald Kaplan die Lexikalisch-funktionale Grammatik entwickelt.
Bresnan promovierte 1972 in Linguistik am Massachusetts Institute of Technology, wo sie bei Noam Chomsky studierte. 2004 wurde sie zum Mitglied der American Academy of Arts and Sciences gewählt, 2015 zum korrespondierenden Mitglied der British Academy, 2023 zum Mitglied der National Academy of Sciences.

## Veröffentlichungen (Auswahl)
- A realistic transformational grammar. In: Morris Halle, Joan Bresnan, George A. Miller (Hrsg.): Linguistic Theory and Psychological Reality. The MIT Press, Cambridge, Mass., 1978, S. 1–59.
- als Hrsg. mit Morris Halle und George A. Miller: Linguistic Theory and Psychological Reality. The MIT Press, Cambridge, Mass., 1978.